# ハ・リス
ハ・リス（Harisu、1975年2月17日 - ）は、韓国の女優、歌手、モデルである。出生時には男性として割り当てられたが、1990年代に日本で性別適合手術を受けた後に2002年に韓国で初めて、戸籍上の性別変更が認められた。

## 概要
ハリスは韓国京畿道城南市に、イ・ギョンヨプ（漢字: 李慶曄）として生まれた。5人兄妹の次子である。出生時には男性として割り当てられたが、早い段階で自分は女性であると思った。彼女は後に、「私は常に人形で遊ぶのが好きな女の子だった」と振り返っている。家族や級友は、それに気づいており、その中のある人物は彼女が女性の様なふりをしていたと述べている。
学生時代に男性との関係が失敗に終わった時に、彼女は性別を変える必要性を感じた。そして、男子高校を卒業する時までには、ホルモン療法をしていた 。兵役は、彼女の性同一性障害が「精神病」と判定された為、免除されている。1990年代末までには、性別適合手術と胸、尻、鼻の整形手術を行った。手術は韓国と日本で受けた。日本での留学経験があり、日本語が話せる。完璧な女性になる為に日本に渡った為、2008年には日本を「第2の故郷」と語っている。また、日本で本格的な活動を始めた際は「日本で活動を始めるというのは私にとってただの外国ではない、気持ちが違う」と語っていたが。
ハリスは兵役を免除された後、数年間、日本に住んでいた。美容師になる為の勉強をする傍ら、芸能事務所にスカウトされて、ナイトクラブ歌手としても働いていた。2000年に韓国に戻り、芸能事務所TTMエンターテインメントと契約した。芸名は、英語の「ホット・イシュー（hot issue）」の発音からとり、「ハリス」とした。2007年5月19日に、2年間交際したミッキー・チョンと結婚した。結婚から10年で離婚。

## 経歴
1991年にテレビドラマに出演し、デビュー。90年代は映画やテレビドラマでの端役をこなした。彼女の大きなブレークは、2001年前半に訪れた。それは、ドド化粧品のテレビCMへの出演がきっかけだった。CMは彼女がのどぼとけを強調して、性転換者であることを仄めかす内容だった。なお、ハリスには突出した喉仏がない事から、CMではデジタル加工が施されている。ドド化粧品はCMを放送する事に慎重で、もし否定的な反応が多かった場合は、すぐに放送を中止する準備が出来ていた。しかし、CMは大成功を収め、瞬く間にハリスは有名人になった。韓国初のトランスジェンダー芸能人として多くのメディアが、関心を寄せた。彼女は、「女性より美しい」と評された。彼女は、メディアに出演する理由を「私はごまかして人々と向き合いたくない。私は結局それを隠す事ができない。それを最初から明かす事はより良いと思った」と述べている 。
2001年6月に、KBSで彼女のドキュメンタリー番組が放送された。番組は彼女の幼少期から芸能界デビューに至るまでの経歴や家族との関係を取り上げた。同年、映画『イエローヘア2』の主要人物にキャスティングされた。彼女は性転換者役を演じたのに加えて、映画のサウンドトラックの為に歌を歌った。
2001年に自伝『イブになったアダム』を発表。また、ダンスユニットTURBOのミュージックビデオにも出演した。同年9月に、テクノのポップスを混合したスタイルの曲とスローバラードを収録したデビューアルバム『Temptation』を発表した。韓国の音楽チャートMIAKのK-POPアルバムチャートで最高32位を記録。
2002年12月12日に仁川裁判所で性別の変更が認められ、本名を男性名の「イ・ギョンヨプ」（漢字:李慶曄）から女性名の「イ・ギョンウン」（漢字:李慶恩）に改名 。2004年に放送されたテレビドラマ『震える胸』では、ニューハーフ役を演じた。同年の映画『桃色』（2004年）で日本の女優・松坂慶子との共演を果たす一方、台湾で女性用生理用品のCMに出演。
2005年には台湾で下着ブランド「swear」のモデルを務め、2006年にはアメリカの化粧品ブランド「キス&ネイチャー」のCMに出演。
2006年、日本のレコード会社Formula Recordingsとマネージメント契約し、日本での活動を本格的にスタート。
2007年2月24日ハリスの誕生日パーティーで結婚を発表。相手は6歳下のラッパーミッキー・チョン。同年5月19日にソウル市内のセントラルシティーで性別適合手術担当医を媒酌人に迎え挙式を行った。
2009年5月、ソウルの狎鴎亭（アックジョン）にクラブミックストランスをオープンした。

## 出演

### テレビ番組（日本）
- 森田一義アワー 笑っていいとも!（フジテレビ）
- 行列のできる法律相談所（日本テレビ）
- ものまねバトル(42)（日本テレビ） - 安室奈美恵の「Don't wanna cry」を歌唱
- アイチテル!（TBS）
- 魔女たちの22時（日本テレビ）
- ザ・ベストハウス123　世界の性転換!壮絶人生スペシャル!（フジテレビ）
- ブラマヨ衝撃ファイル世界のコワ〜イ女たち（TBS）

など

## 書籍
- ハリスビューティー（山岸伸・撮影、2008年、竹書房） - フォトエッセイ